# 945 Barcelona
945 Barcelona este un asteroid din centura principală, descoperit pe 3 februarie 1921, de Josep Comas Solá.